# Luigi Meneghello
Luigi Meneghello (né le 16 février 1922 à Malo, près de Vicenza, Vénétie - mort le 26 juin 2007 à Thiene, près de Vicenza, Vénétie) était un universitaire et un écrivain italien du XXe siècle qui enseigna longtemps la littérature italienne en Angleterre.

## Biographie
Luigi Meneghello entreprit en 1938 des études de philosophie à l'université de Padoue. De 1940 à 1942, il travailla pour le quotidien padouan Il Veneto. Au début des années 1940, il a ses premiers contacts avec les mouvements antifascistes, et après une courte période passée dans l'armée, il rejoint le Partito d'azione et devient actif dans la Résistance.
En 1945 Meneghello obtient son diplôme avec une thèse sur le philosophe Benedetto Croce. En 1947, il vient en Angleterre, à l'université de Reading, grâce à une bourse accordée par le British Council. Là, il se voit aussitôt proposer une chaire de littérature italienne. Ce fut le début d'un long enseignement, puis qu'il enseigna pendant plus de trente ans à Reading, où il fonda et dirigea un département d'études italiennes.
En 1948, il épousa Katia Bleier, une survivante d'Auschwitz. Sa femme fut un soutien constant auprès de lui, jusqu'à sa mort en 2004.
Après une intense activité universitaire, ainsi que comme traducteur (souvent sous le pseudonyme d'Ugo Varnai), il publie en 1963 son premier livre, en partie un roman en partie une autobiographie, sous le titre Libera nos a Malo, au sujet du milieu, à l'esprit étroit, mais vital de sa ville natale, Malo. Le titre — qu'on pourrait traduire en français par Délivrez nous de Malo — est un jeu de mots entre les mots latins Délivrez nous du mal et le nom de la ville. L'année suivante, il publia I piccoli maestri, sur son expérience dans la Résistance. Le livre a été adapté au cinéma en 1998 sous le même titre par Daniele Luchetti.
Dans les années soixante et soixante-dix, il écrivit à la fois des fictions, des essais, et des articles pour le supplément littéraire du Times, pour La Stampa et d'autres journaux ou magazines anglais ou italiens.
En 1980, Luigi Meneghello quitta l'Université de Reading pour partager son temps entre Londres et Thiene (près de Vicenza), où il s'installa définitivement en 2004 après la mort de son épouse. C'est là qu'il est mort le 26 juin 2007, à l'âge de 85 ans.

## Œuvres
- Libera nos a Malo (1963, trad. fr. "Libera nos a Malo", Éditions de l'éclat [2010])
- I piccoli maestri (1964, trad. fr. sous le titre "Les petits Maîtres", Calmann-Lévy [1965])
- Pomo Pero (1974)
- Fiori italiani (1976)
- L’acqua di Malo (1986)
- Il Tremaio. Note sull’interazione tra lingua e dialetto nelle scritture letterarie (1986)
- Jura (1987)
- Bau-Sète! (1988, trad. fr. sous le titre "Colin-Maillard", Gallimard / Le Promeneur [1991])
- Leda e la schioppa (1989)
- Rivarotta (1989)
- Che fate quel giovane? (1990)
- Maredè, Maredè (1991)
- Il dispatrio (1993)
- Promemoria (1994)
- Il Turbo e il Chiaro (1996)
- La materia di Reading (1997)
- Le Carte. Volume I: Anni sessanta (1999)
- Le Carte. Volume II: Anni settanta (2000)
- Le Carte. Volume III: Anni ottanta (2001)
- Trapianti. Dall'inglese al vicentino (2002)
- Quaggiù nella biosfera. Tre saggi sul lievito poetico delle scritture (2004)
- La materia di Reading e altri reperti (2005)

## Sources
- (en) Cet article est partiellement ou en totalité issu de l’article de Wikipédia en anglais intitulé « Luigi Meneghello » (voir la liste des auteurs).